# Hatfield (Hertfordshire)
Hatfield ist eine Stadt im District Welwyn Hatfield in der Grafschaft Hertfordshire nördlich von London. Die Stadt hat ca. 33.000 Einwohner. Sie ist eine alte Handelsstadt an der Straße von London nach Norden.

## Moderne Entwicklung
In Hatfield leben viele London-Pendler, denn die Nähe zur Metropole bewirkte ein starkes Bevölkerungswachstum in den letzten Jahrzehnten. Wichtigster örtlicher Arbeitgeber war lange Zeit bis ca. 1990 der Flugzeugbau. Die De Havilland Aircraft Company hatte hier ihr erstes und wichtigstes Werk mit angeschlossenem Flugplatz. Später wurde diese Anlage von der British Aerospace übernommen. Das Unternehmen förderte seit 1951 die Entstehung einer Technischen Hochschule in Hatfield.
Auf dem weitläufigen Gelände wurden Szenen des Spielfilms Der Soldat James Ryan von Steven Spielberg sowie der Serie Band of Brothers – Wir waren wie Brüder gedreht.
Ab Ende der 1990er Jahre wurde das Flughafengelände zu einem städtebaulichen Entwicklungsgebiet. Die University of Hertfordshire erweiterte hier ihren zentralen De-Havilland-Campus und schloss die Außenstellen in Watford und Hertford. Es entstanden ein Gewerbegebiet, ein großes Einkaufszentrum (The Galleria), ein Sportpark und Wohnungen.

## Verkehr
Hatfield liegt nur wenige Kilometer nördlich des Londoner Autobahnrings (M25) und wird von der autobahnähnlich ausgebauten Fernstraße A1(M) durchschnitten. Ebenfalls liegt Hatfield an der Hauptbahnstrecke East Coast Main Line: London (King’s Cross) – Newcastle – Edinburgh.

### Eisenbahnunfälle
Am 17. Oktober 2000 ereignete sich im Bahnhof Hatfield ein folgenschweres Eisenbahnunglück mit vier Toten und über 100 Verletzten. Aufgrund von Rollkontaktermüdung bildeten sich Head Checks an der Fahrkante einer Eisenbahnschiene, die zu einem Schienenbruch führten. Der Unfall war Auslöser eines Forschungsprogramms zur Untersuchung der Hintergründe von Head-Check-Bildung, woraus eine Schädigungsfunktion hervorging, die in Software zur Computersimulation implementiert werden kann.

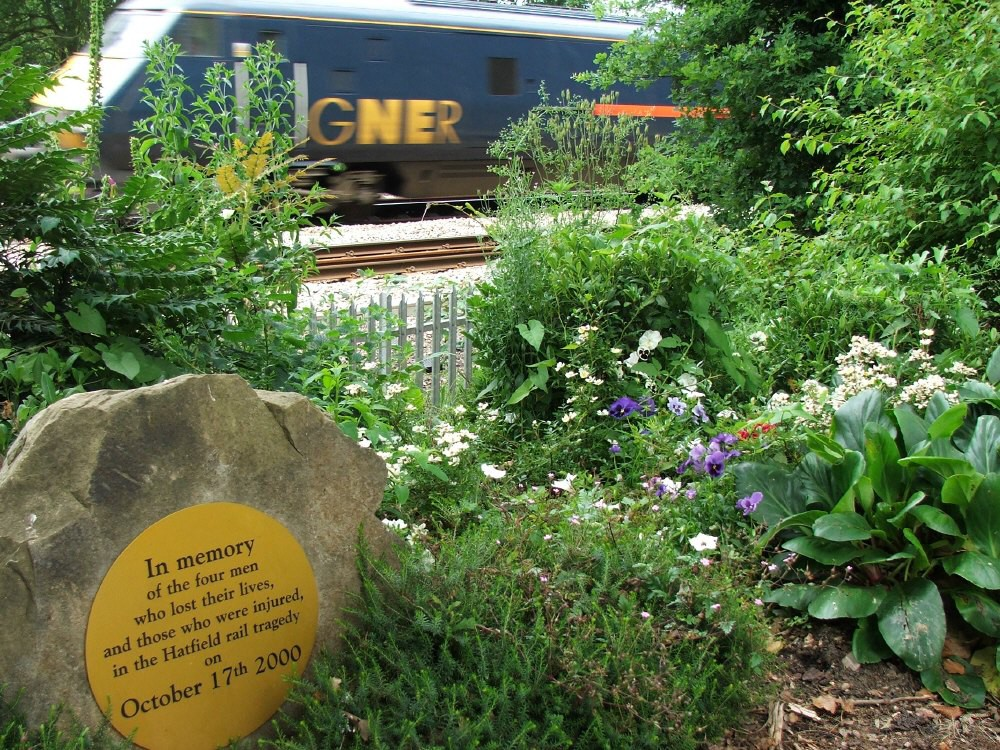
Denkmal für die Opfer des Eisenbahnunglückes

 Am 10. Mai 2002 kam es im Nachbarort Potters Bar zu einem ähnlich folgenschweren Unfall.

## Sehenswürdigkeiten
Hatfield verfügt nur über wenig historische Bausubstanz. In erster Linie ist Hatfield House zu nennen. Baubeginn war 1497. König Heinrich VIII. machte es zu einer Königsresidenz und seine Tochter, Königin Elisabeth I. hielt sich häufig hier auf. Zu nennen wäre außerdem die Kirche St. Etheldreda.

## Nachbarstädte und Gemeinden
- Welwyn Garden City
- St Albans
- London Colney
- Welham Green
- Brookmans Park
- Potters Bar
- Colney Heath
- Lemsford

## Bekannte Söhne und Töchter der Stadt
- Hugh Allan (* 1976), römisch-katholischer Ordensgeistlicher
- Babe Ruth, Rockband der 1970er Jahre
- Martin Carthy (* 1940), Folksänger
- Edward Corrie (* 1988), Tennisspieler
- Iain Dowie (* 1965), ehemaliger Fußballspieler, jetzt Trainer
- Robert Gascoyne-Cecil, 3. Marquess of Salisbury (1830–1903), britischer Staatsmann und Premierminister
- Barbara Gaskin (* 1950), Sängerin
- Samuel Hunter (1894–1976), Radrennfahrer
- Guy Ritchie (* 1968), Regisseur, ehemaliger Ehemann der Sängerin Madonna
- Mick Taylor (* 1949), Gitarrist, u. a. Rolling Stones (1969–1974)